# Jelena Alexejewna Jakowlewa

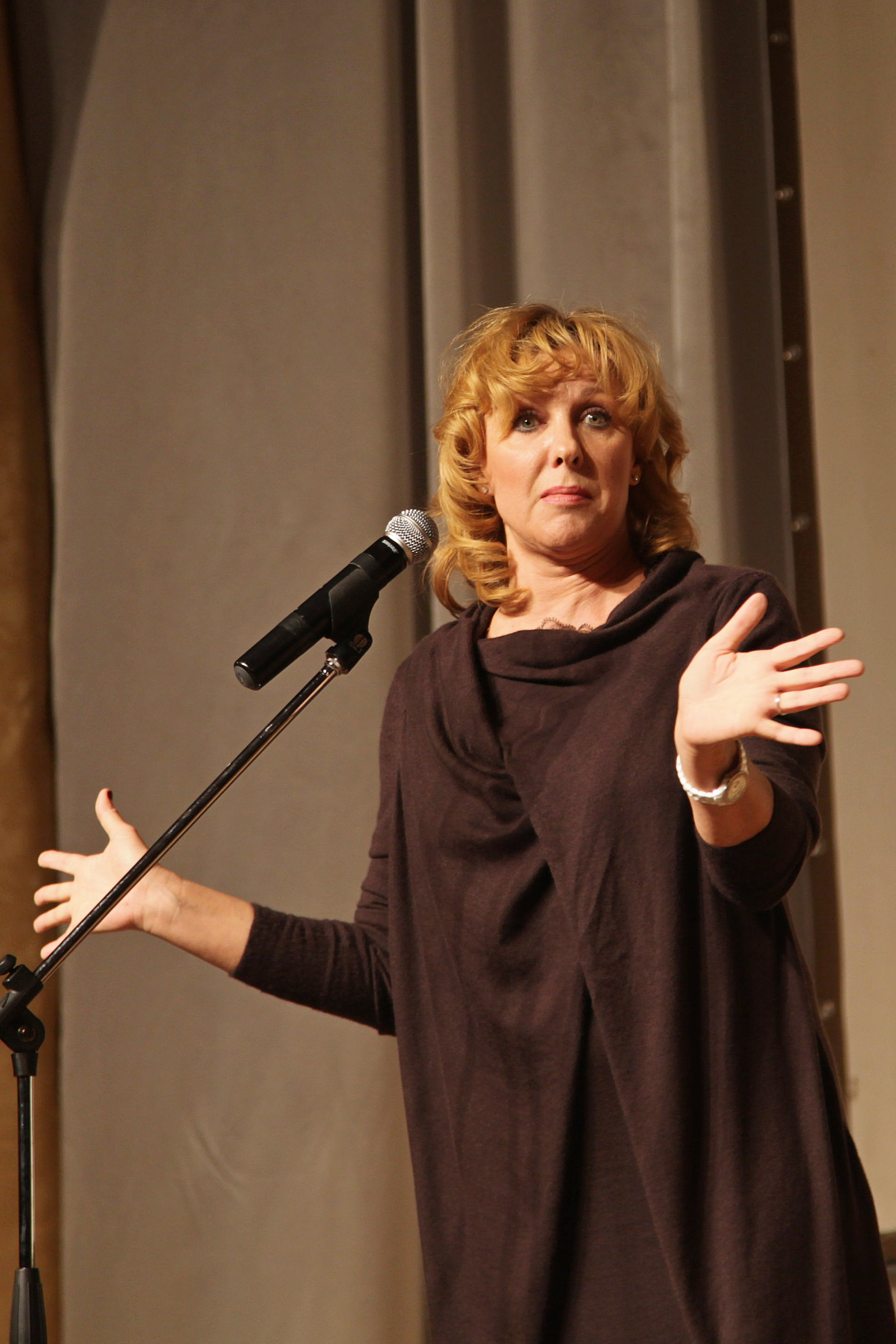
Jelena Jakowlewa (2012)

Jelena Alexejewna Jakowlewa (russisch Елена Алексеевна Яковлева, wiss. Transliteration Elena Alekseevna Jakovleva; * 5. März 1961 in Nowohrad-Wolynskyj) ist eine russische Film- und Theaterschauspielerin. Sie ist langjähriges Mitglied der Theatertruppe des Moskauer Sowremennik-Theaters. Eine große Bekanntheit erlangte sie mit der Hauptrolle im Glasnost-Film Intergirl (Интердевочка), in dem sie eine Leningrader Prostituierte spielte, die einen Ausländer heiratet, um aus der Heimat zu entfliehen. Eine weitere bekannte Rolle spielte sie im Spielfilm Encore, nochmal Encore (Анкор, ещё анкор). Anfang der 2000er Jahre spielte sie eine Ermittlerin in der Krimi-Serie Kamenskaja. Sie trägt den Titel einer Volkskünstlerin Russlands.

## Filmografie (Auswahl)
- 1989: Intergirl
- 1989: Wir bleiben treu